# Suite nr. 1
De Suite nr. 1 (W32A) is een compositie van Igor Stravinsky, gecomponeerd voor klein orkest tussen 1917 en 1925. Het werk is een orkestratie van de eerste vier delen uit de Cinq pièces faciles (W32) voor piano duet.
De Suite bestaat uit 4 delen:
- Andante (een hele toon hoger getransponeerd)
- Napolitana
- Española
- Balalaika

Het vijfde deel van de Cinq pièces faciles (Galop) werd ondergebracht in de Suite nr. 2 (W32B)

## Oeuvre
Zie het Oeuvre van Igor Stravinsky voor een volledig overzicht van het werk van Stravinsky.

## Geselecteerde discografie
- 'Suite nr. 1' (samen met suite uit L'Oiseau de Feu, Pulcinella-suite, Scherzo Fantastique en de Suite nr. 2), Ensemble InterContemporain o.l.v. Pierre Boulez (Sony Classical, SMK 45 843)
- 'Suite nr. 1', Leden van het CBC Symphony Orchestra o.l.v. Igor Stravinsky ('Igor Stravinsky Edition', in het deel 'Miniature Masterpieces', Sony Classical SMK 46 296)
- Suite nr. 1', L'Orchestre de la Suisse Romande o.l.v. Ernest Ansermet (op Stravinsky Chamber Works and Rarities, Decca, 2 cd's, 473 810-2 DF2)